# Comuna Łomazy
Comuna Łomazy este o comună (în poloneză: gmina) rurală în powiat Biała Podlaska, voievodatul Lublin, Polonia.
Comuna acoperă o suprafață de 200,43 km² și are, potrivit datelor din anul 2006, o populație de 5.431.